# Важниця
Важня, також терезник — спеціальне приміщення з контрольними вагами на торгах.

## Історія
Торгове право, чинне в Україні у XV — XVIII ст., зобов'язувало зважувати товари лише у важницях, за що з покупців і продавців стягувалося грошима й натурою вагове, яке фактично становило торговий податок. За законом право звільняти від сплати вагового належало органам державної влади. За міським правом і відповідними привілеями важниці належали органам міського самоврядування, іноді міським церквам і монастирям. Наприклад, у столичному за часів Гетьманщини Глухові воскобійня та важниця належали храму Архистратига Михаїла. Права збору доходів з них були підтверджені універсалами гетьмана Івана Мазепи. Коли за правління гетьмана Івана Скоропадського згоріла соборна Троїцька церква, дохід з важниці поділили навпіл, щоб частина грошей йшла на відновлення Троїцького собору. Перша Малоросійська колегія перенаправила до своєї скарбниці весь дохід з важниці. У 1727 році з обранням гетьманом Данила Апостола були відновлені права Михайлівського храму на збір мита з важниці та воскобійні. У 1732 році доходи з важниці забрала собі глухівська ратуша. Гетьман Данило Апостол знову повернув права зважування товарів Михайлівському храму. У 1749 році намісник Глухівської протопопії Симеон Вербицький звернувся до Генеральної військової канцелярії, сотенного глухівського правління та імператриці Єлизавети Петрівни з проханням повернути права на зважування товарів в Глухові церквою Архистратига Михаїла.
У зв'язку зі значним рівнем прибутків від важниць у XVIII ст. набула поширення їх оренда.